# Kolind Sogn
Kolind Sogn var et sogn i Syddjurs Provsti (Århus Stift).
I 1800-tallet var Ebdrup Sogn og Skarresø Sogn annekser til Kolind Sogn. Kolind og Ebdrup sogne hørte til Djurs Sønder Herred, Skarresø til Øster Lisbjerg Herred, begge i Randers Amt. Kolind-Ebdrup-Skarresø sognekommune blev ved kommunalreformen i 1970 indlemmet i Midtdjurs Kommune, som ved strukturreformen i 2007 indgik i Syddjurs Kommune.
1. januar blev sognet lagt sammen med Ebdrup Sogn og Skarresø Sogn i Kolind-Ebdrup-Skarresø Sogn.
I sognet findes følgende autoriserede stednavne:
- Bugtrup (bebyggelse, ejerlav)
- Kolind (bebyggelse, ejerlav)
- Lægens (bebyggelse)
- Tornhøj (areal)